# Christina Francisco
Christina Francisco (ur. 18 marca 1997 w Mangilao) – guamska lekkoatletka specjalizująca się w biegach sprinterskich.
Francisco jest halową rekordzistką Guamu w biegu na 400 metrów (uzyskany przez nią wynik jest również najlepszym wynikiem w historii Guamu bez podziału na halę i stadion) – 28 lutego 2016 roku w Seattle w mistrzostwach federacji Mountain Pacific Sports Federation w ramach rywalizacji akademickiej uzyskała czas 59,49 s. Wynikiem tym stała się pierwszą guamską lekkoatletką w historii, która przebiegła ten dystans w czasie krótszym niż minuta.
W 2016 roku krajowa federacja zakwalifikowała ją, jako jedyną reprezentantkę Guamu, do udziału w Halowych Mistrzostwach Świata w Lekkoatletyce 2016. Podczas tej imprezy wystartowała w biegu na 400 metrów, który ukończyła z czasem 1:00,08, zajmując ostatnią pozycję zarówno w swoich biegu eliminacyjnym (4. miejsce w 2. biegu), jak i w całych eliminacjach (16. czas), tym samym odpadając z dalszej rywalizacji. W tym samym roku wystartowała także w mistrzostwach świata juniorów, gdzie wystartowała w biegu na 400 metrów przez płotki, odpadając w eliminacjach, w których uzyskała czas 1:05,51.
Rekord życiowy: bieg na 400 metrów (hala) – 59,49 (28 lutego 2016, Seattle), bieg na 400 metrów przez płotki – 1:04,00 (30 kwietnia 2016, Corvallis).

## Osiągnięcia
| Rok  | Impreza                     | Miejsce   | Konkurencja                | Pozycja    | Wynik   |
| ---- | --------------------------- | --------- | -------------------------- | ---------- | ------- |
| 2016 | Halowe mistrzostwa świata   | Portland  | bieg na 400 m              | eliminacje | 1:00,08 |
| 2016 | Mistrzostwa świata juniorów | Bydgoszcz | bieg na 400 m przez płotki | eliminacje | 1:05,51 |